# Cine Galileo
El Cine Galileo va ser una sala d'exhibició cinematogràfica ubicada al número 60 del carrer Galileu de Barcelona. Va obrir les portes l'any 1928. Abans del franquisme era seu de trobades artístiques, polítiques i sindicals. Després de la guerra va reobrir l'any 1954. Va tancar el 1981 i va ser reconvertit en aparcament.